# Жекежал
Жекежал (каз. Жекежал) — село в Каркаралинском районе Карагандинской области Казахстана. Входит в состав сельского округа Нуркена. Код КАТО — 354853300.

## Население
В 1999 году население села составляло 136 человек (78 мужчин и 58 женщин). По данным переписи 2009 года, в селе проживал 101 человек (57 мужчин и 44 женщины).